# Grönländische Fußballmeisterschaft 1958
Die Grönländische Fußballmeisterschaft 1958 war die 2. Spielzeit der Grönländischen Fußballmeisterschaft.
Nachdem die erste grönländische Meisterschaft sich außerplanmäßig über anderthalb Jahre hinweg gezogen hatte, dauerte es drei Jahre, bis erneut eine Meisterschaft organisiert wurde. In den Jahren zuvor wurde nur ein Stadtpokal in Nuuk ausgetragen.
Es sind nur wenige Informationen über die Meisterschaft bekannt und es ist nicht einmal sicher, wer Meister wurde. 1972/73 wurde berichtet, dass das Finale zwischen K-33 Qaqortoq und GSS Nuuk ausgetragen wurde und von letzterem gewonnen wurde. Dies ergibt sich auch aus einem Zeitungsartikel von 2009. Der Bericht von 1966, dass Nanoĸ Qullissat 1958 das Finale gegen K-33 Qaqortoq in Nuuk gewonnen habe, ist vermutlich ein Fehler und bezieht sich auf die folgende Saison.

## Teilnehmer
Es ist unbekannt, wie viele Mannschaften teilgenommen haben. Da nur neun Spiele überliefert sind, sind nur die Teilnehmer dieser Spiele bekannt. Bekannte Teilnehmer waren:
- K'ingmeĸ-45 Upernavik
- Malamuk Uummannaq
- Nanoĸ Qullissat
- K'SP Qeqertarsuaq
- GSS Nuuk
- NÛK
- Â-43 Narsaq
- K-33 Qaqortoq
- Narssarmiutaĸ Ammassivik
- GIF (Grønlands Idrætsforbund?)

Es nahmen mindestens zwei Mannschaften nördlich der Diskobucht teil, während bei der vorherigen Austragung die nördlichsten Teilnehmer aus der Diskobucht stammten.

## Modus
Es sind so wenig Informationen bekannt, dass unbekannt ist, in welchem Modus der Wettbewerb ausgetragen worden ist. Mindestens zum Ende gab es eine K.-o.-Phase.

## Ergebnisse
| Datum          |                   | Ergebnis   |                          | Ort       |
| -------------- | ----------------- | ---------- | ------------------------ | --------- |
| 1958           | K-33 Qaqortoq     | 17:4       | Â-43 Narsaq              |           |
| 1958           | K-33 Qaqortoq     | ?:?        | Narssarmiutaĸ Ammassivik |           |
| 1958           | Malamuk Uummannaq | ?:?        | K'ingmeĸ-45 Upernavik    | Upernavik |
| September 1958 | Nanoĸ Qullissat   | 4:0        | K'SP Qeqertarsuaq        |           |
| September 1958 | K'SP Qeqertarsuaq | 4:3        | GIF                      |           |
| September 1958 | NÛK               | 10:5 (6:3) | GSS Nuuk                 |           |
| Oktober 1958   | GSS Nuuk          | 3:2        | SAK Sisimiut             | Nuuk      |
| Oktober 1958   | NÛK               | ?:?        | GSS Nuuk                 | Nuuk      |
| 1958           | K-33 Qaqortoq     | ?:?        | GSS Nuuk                 | Qaqortoq  |